# Новозубово
Новозубово — село в Спасском районе Пензенской области России. Является административным центром Зубовского сельсовета.

## История
В 1991 году Указом президиума ВС РСФСР центральная усадьба совхоза «Зубовский» была переименована в село Новозубово.

## Население
| 1979 | 1996 | 2002 | 2010 |
| ---- | ---- | ---- | ---- |
| 772  | ↘687 | ↘538 | ↘509 |